# Unadilla (Georgia)
Unadilla is een plaats (city) in de Amerikaanse staat Georgia, en valt bestuurlijk gezien onder Dooly County.

## Demografie
Bij de volkstelling in 2000 werd het aantal inwoners vastgesteld op 2772.
In 2006 is het aantal inwoners door het United States Census Bureau geschat op 2919, een stijging van 147 (5,3%).

## Geografie
Volgens het United States Census Bureau beslaat de plaats een oppervlakte van
13,5 km², geheel bestaande uit land. Unadilla ligt op ongeveer 118 m boven zeeniveau.

## Plaatsen in de nabije omgeving
De onderstaande figuur toont nabijgelegen plaatsen in een straal van 24 km rond Unadilla.